# Watertoren (Den Haag)
De watertoren staat in de Oostduinen bij Scheveningen, ter hoogte van de Pompstationsweg. De toren heeft de status van rijksmonument.
De watertoren is ontworpen in Eclectische stijl door architect Bert Brouwer en civiel ingenieur Theodor Stang en werd in 1874 gebouwd door het Haagse Duinwaterleidingbedrijf (tegenwoordig Dunea genaamd).
Door zijn twee reservoirs van respectievelijk 1000 en 1200 m³, kan deze toren van alle watertorens in Zuid-Holland het meeste water opslaan. Hij is gebouwd omdat men begon met water te winnen in de duinen en heeft een hoogte van 48,74 meter. Aan het eind van de 20e eeuw is de toren gerestaureerd. Hij is nog steeds in gebruik en staat op de monumentenlijst.
Het ontwerp van de achthoekige toren is een voorbeeld van het Eclecticisme: de architect maakte gebruik van motieven die zijn ontleend aan Romaanse architectuur en de Renaissance. De uit baksteen en deels hardsteen opgebouwde gevels met verticale nissen en geblokte rondboogfriesen heeft onder meer in baksteen gebosseerde hoekpilasters met gebeeldhouwde Korinstische kapitelen. De toren is het eerste voorbeeld in Nederland waar het waterreservoir werd 'ingepakt' met een bakstenen muur. Boven op de toren rust een koperen koepeldak.

## Watertoren gasfabriek
Tot 1968 stond op het terrein van de gemeentelijke gasfabriek ook een watertoren.